# Patrick James Byrne
Patrick James Byrne MM (ur. 26 października 1888 w Waszyngtonie, zm. 25 listopada 1950 w Korei) – amerykański duchowny katolicki, misjonarz, biskup, dyplomata papieski, ofiara prześladowań komunistycznych.

## Biografia

### Młodość i prezbiteriat
Urodzony 26 października 1888 w Waszyngtonie. Ukończył sulpicjańskie St. Charles College i seminarium duchowne w Baltimore. 23 czerwca 1915 przyjął święcenia prezbiteriatu i został kapłanem archidiecezji Baltimore. Tydzień później za zgodą swojego ordynariusza kard. Jamesa Gibbonsa został członkiem Zgromadzenia Misji Zagranicznych z Maryknoll.
W 1923 wyjechał na misje do Korei. 9 listopada 1927 papież Pius XI mianował go prefektem apostolskim Pjongjangu. 12 sierpnia 1929 zrezygnował z prefektury i powrócił do Stanów Zjednoczonych w związku z wyborem na asystenta przełożonego generalnego Zgromadzenia Misji Zagranicznych z Maryknoll.
W 1935 ponownie wyjechał na misje, tym razem do Japonii. 19 marca 1937 papież mianował go prefektem apostolskim Kioto. 10 października 1940 zrezygnował z prefektury, aby prefektem mógł zostać Japończyk. Ze względu na zaangażowanie w dzieła charytatywne, po wybuchu wojny, mimo iż był Amerykaninem, nie został aresztowany. Jednak przebywał w areszcie domowym. Po zajęciu Japonii przez wojska amerykańskie został poproszony o nadawanie audycji radiowych dla Japończyków, aby uspokoić ludzi. Jego pomoc pochwalił głównodowodzący siłami alianckimi gen. Douglas MacArthur.

### Episkopat i męczeństwo
W 1947 mianowany wizytatorem apostolskim w Korei, a w 1949 delegatem apostolskim w Korei. W związku z otrzymaniem nominacji na delegata apostolskiego 7 kwietnia 1949 przyjął sakrę biskupią z rąk biskupa pomocniczego nowojorskiego Thomasa Johna McDonnella. Współkonsekratorami byli wikariusz apostolski Seulu bp Paul Marie Kinam Ro oraz emerytowany wikariusz apostolski Seulu Andrien-Joseph Larribeau MEP. Otrzymał wtedy biskupstwo tytularne Gazera.
W czasie wojny koreańskiej, gdy 2 lipca 1950 siły komunistyczne zajęły Seul, pozostał w mieście. Aresztowany przez komunistów. Groźbami pozbawiania życia chciano zmusić go do potępienia Stanów Zjednoczonych, Watykanu i ONZ, jednak odmówił. Po procesie dołączył do wyczerpującego, trwającego ponad cztery miesiące marszu więźniów i jeńców pędzonych przez komunistów przy niesprzyjającej pogodzie, niewystarczających racjach żywnościowych i braku schronienia. Współuczestniczy marszu wspominają, że bp Byrne pomagał współwięźniom. W listopadzie 1950 zachorował na zapalenie płuc. 25 listopada 1950 zmarł. W noc przed śmiercią wyspowiadał się u swojego sekretarza o. Williama Bootha. Swoim towarzyszom powiedział Po przywileju mojego kapłaństwa, uważam ten przywilej cierpienia dla Chrystusa z wszystkimi jako największy w moim życiu. Pochował go we własnej sutannie inny uczestnik marszu ks. Thomas F. Quinlan SSCME prefekt apostolski Chuncheonu.
Informacja o śmierci bp Byrne'a ujrzała światło dzienne dopiero dwa lata później, gdy inspektorzy ONZ-etu dotarli do ocalałych z marszu.
Obecnie biskupi z Korei Południowej starają się o beatyfikację bpa Patricka Jamesa Byrne'a oraz innych ofiar prześladowań w Korei. Umieszczony jest on w grupie bp Francis Borgia Hong Yong-ho i 80 towarzyszy.